# Adolf Franz Friedrich von der Lippe

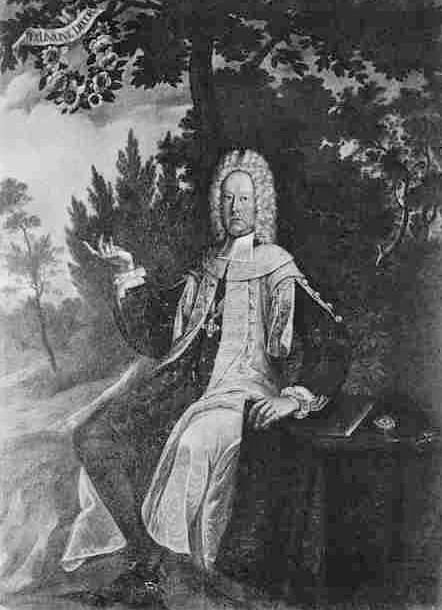
Adolf Franz Friedrich von der Lippe, Porträt im Schloss Vinsebeck

Adolf Franz Friedrich von der Lippe, auch Adolph (* 18. April 1672 in Vinsebeck; † 27. Juni 1752 ebenda) war ein deutscher Domherr und Erbherr zu Driburg und Menzenbrock.

## Leben

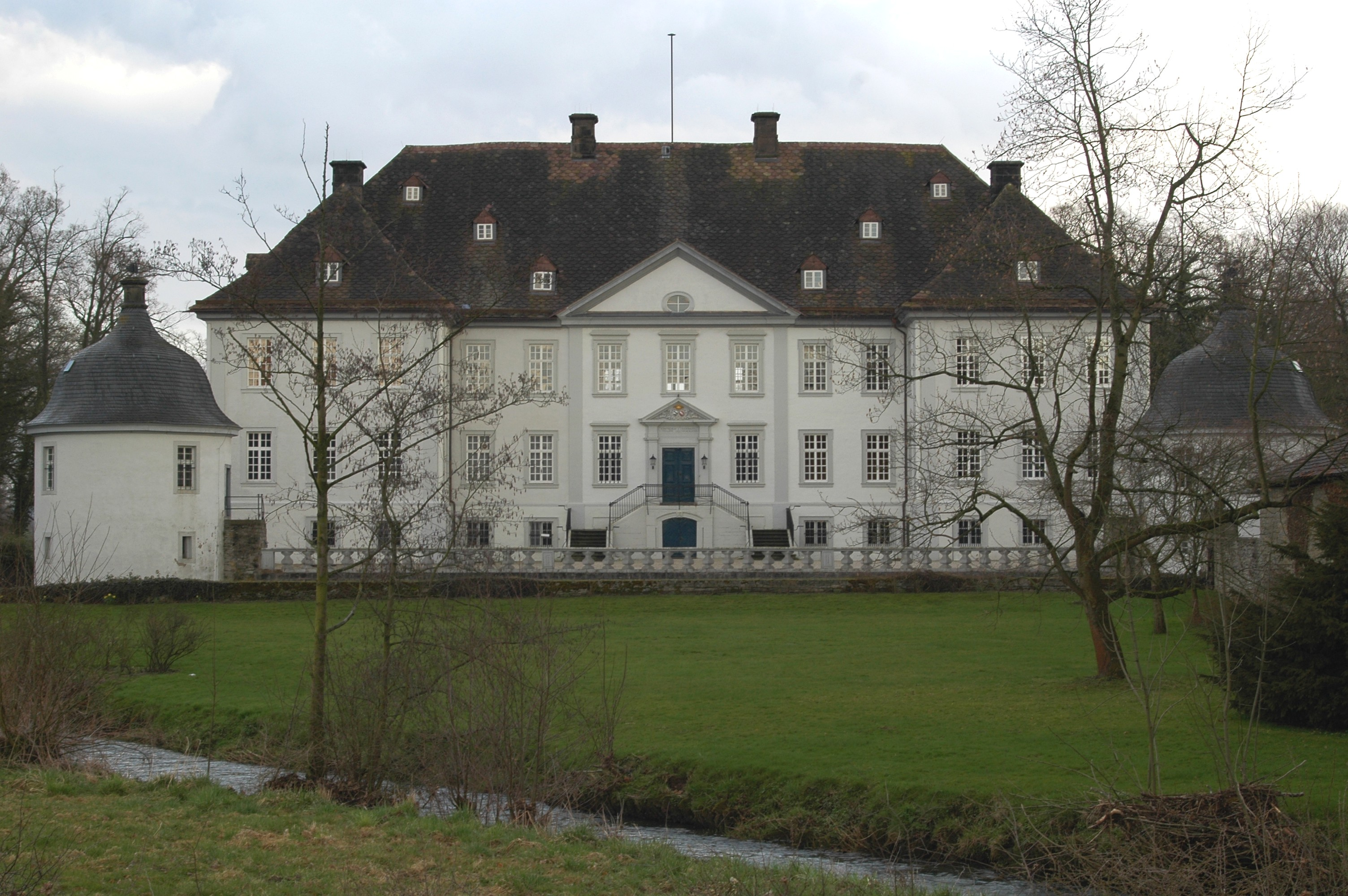
Schloss Vinsebeck

Adolf Franz Friedrich von der Lippe entstammte dem auf Schloss Vinsebeck ansässigen Zweig des westfälischen Uradelsgeschlechts von der Lippe. Am 31. März 1688 erhielt er die Anwartschaft auf eine Domherrnstelle im überwiegend protestantischen Lübecker Domkapitel. Durch die Normaljahr-Regelung standen den Katholiken vier von 30 Domherrenstellen zu.
Von 1690 bis 1693 studierte er am Pontificium Collegium Germanicum et Hungaricum de Urbe in Rom. Nach Abschluss seines Studiums erhielt er weitere Präbenden in den Domkapiteln von Hildesheim (1795) und Paderborn (1700). In Paderborn wurde er 1716 Scholaster, in Hildesheim war er Senior des Stiftskapitels.
Bei der Lübecker Bischofswahl nach dem Tod von Fürstbischof August Friedrich von Schleswig-Holstein-Gottorf 1705, die von einer militärischen Auseinandersetzung und zu Weihnachten 1705 von der Belagerung und Besetzung von Schloss Eutin durch die Dänen begleitet war, gehörte von der Lippe zur letztlich unterlegenen Partei im Kapitel, die den dänischen Koadjutor, Prinz Carl von Dänemark (* 26. Oktober 1680; † 8. August 1729), einen jüngeren Bruder des dänischen Königs Friedrich IV. unterstützte. Durch diplomatisches Eingreifen der englischen Königin Anne sowie der Generalstaaten und nach Zusicherung einer Rente wurde dieser jedoch zur Aufgabe seines Anspruches gebracht, so dass der Kandidat der gottorfischen und mit Schweden verbündeten Partei, Christian August von Schleswig-Holstein-Gottorf, die Nachfolge antreten konnte. Endgültig beigelegt wurde die Auseinandersetzung erst nach Abschluss der Altranstädter Konvention, als Christian August 1709 vom Kaiser mit dem Hochstift Lübeck belehnt wurde.
Bei der Paderborner Bischofswahl 1719 bemühten sich Kaiser Karl VI. und Kurfürst Maximilian II. Emanuel von Bayern erfolgreich um seine Stimme für Clemens August von Bayern, der ihn später zum Kurfürstlich Kölnischen Geheimen Rat ernannte.
1720 konnte er so mit seinen Brüdern, dem Drosten Johann Friedrich Ignaz und Ferdinand Ernst Adam und Mauritz Lothar, beide ebenfalls Domherren in Paderborn, das Schloss Vinsebeck erbauen.
1732 resignierte er zugunsten seines Neffen Viktor Adolf Theodor Hilmar Adam Joseph von der Lippe auf seine Paderborner Präbende. Auf seine Lübecker Präbende verzichtete er 1746. Diese ging an Hermann Werner Freiherr von Brabeck.

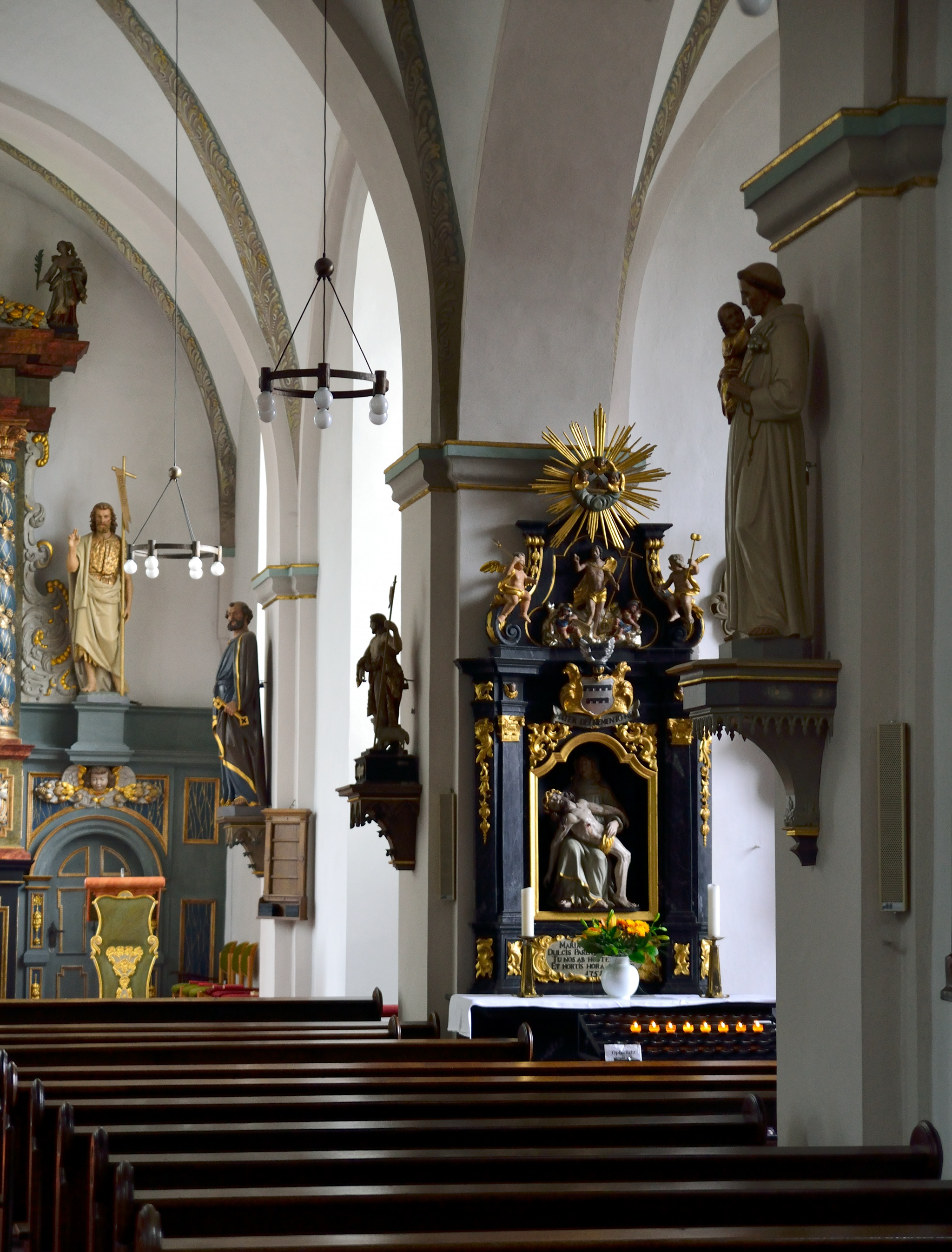
Von von der Lippe gestifteter Altar in der Kirche von Vinsebeck

Er wurde in der Kirche St. Johannes Baptist in Vinsebeck beigesetzt, die er gemeinsam mit seinen Brüdern 1746 hatte renovieren lassen und der er auch einen Pietà-Altar stiftete.